# マディソン ・ストリート (マンハッタン)

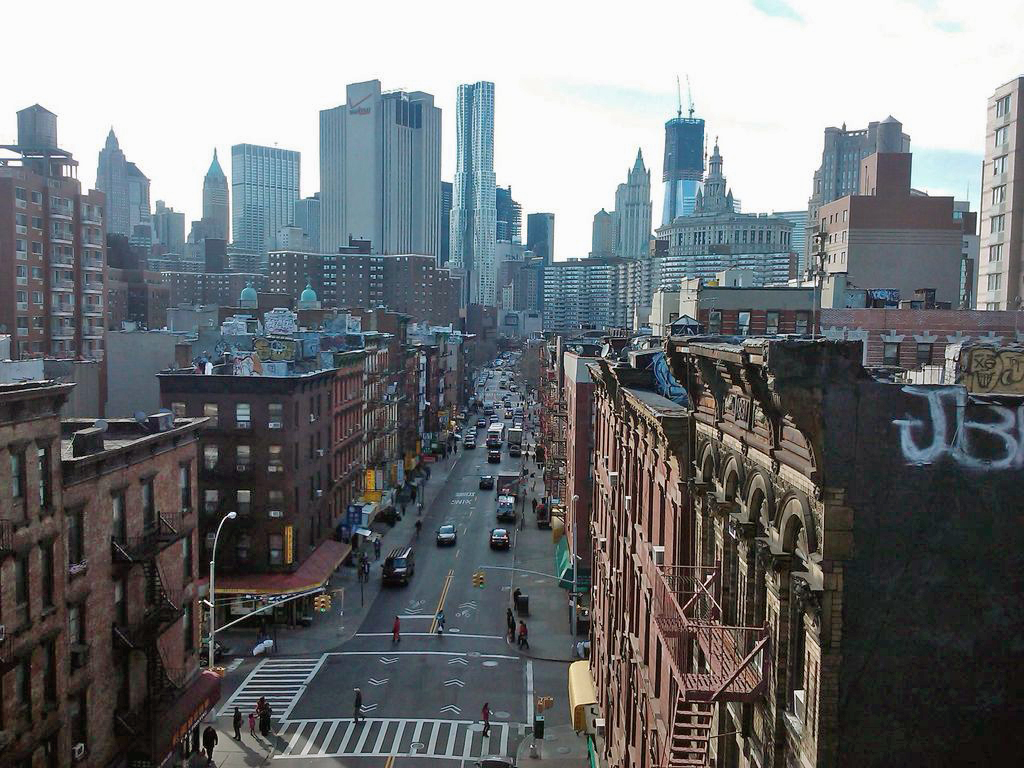
マンハッタン橋から南に向かってマディソン・ストリートを見下ろす。

マディソン・ストリート (Madison Street) はニューヨーク市マンハッタン区ロウアー・イースト・サイドを東西に貫く両方向通行の通りである。ブルックリン橋への流入路との交差点とグランド・ストリートとの交差点の間を結んでいる。なお、アメリカ同時多発テロの後に行われた安全対策で、セント・ジェームズ・プレイスの前の部分への公共アクセスは制限されている。マディソン ・ストリートはブロックごとに沿道の性格が変わる。パイク・ストリートとの交差点より東側は公営住宅団地、キャサリン・ストリートとパイク・ストリートの間にはアパートが立ち並んでいる。マディソン・ストリートはチャイナタウンの南の境界の1つと考えられている。
セツルメント・ハウスのハミルトン-マディソン・ハウスは50 マディソン・ストリートにあり、チャイナタウン、トゥー・ブリッジーズ、ロウアー・イースト・サイド地区における保育施設となっている。マディソン・ストリートは公営住宅団地、住居、学校が立ち並んでいる。PS 1、PS 2およびコーリアズ複合学校には通りに面した庭がある。227 マディソン・ストリートには診療所や薬局のある医療施設（ガバヌーア・ヘルスケア・サービス）もある。なお、以前は救急医療施設のある大病院であった。同地区の他の主要な薬局は5 マディソン・ストリートのチャタム薬局である。

## 交通機関
ラトガース・ストリートとの交差点にニューヨーク市地下鉄IND6番街線イースト・ブロードウェイ駅（F <F>  系統の列車）がある。バスM22系統は東行がセント・ジェームズ・プレイス - グランド・ストリート間、西行がグランド・ストリート - パイク・ストリート間をマディソン・ストリート経由で運行している。またM15系統は両方向ともパイク・ストリート - セント・ジェームズ・プレイス間をマディソン・ストリート経由で運行している。